# Huehueteotl

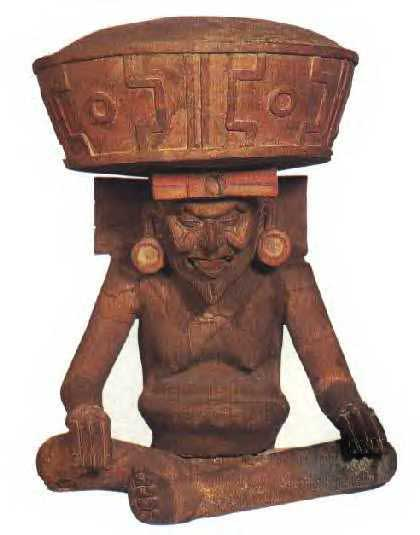
Scultura di Huehueteotl

Huehueteotl, ("dio antico") conosciuto anche come Xiuhtecuhtli, secondo la mitologia azteca era la personificazione della vita dopo la morte, della luce nell'oscurità e del cibo durante la carestia. Di solito veniva raffigurato con la faccia di colore rosso o giallo ed un incensiere sulla testa. Sua moglie era Chantico.
Alla fine del secolo azteco (della durata di 52 anni), si pensava che gli dei potessero porre fine al loro patto con l'umanità. Venivano allora proclamati festeggiamenti in onore di Xiuhtecuhtli per mantenere il suo favore ed a lui venivano dedicati sacrifici umani, durante i quali alla vittima prescelta veniva estratto il cuore, dopodiché il corpo veniva dato alle fiamme.
Per celebrare Huehueteotl, dio del fuoco e divinità più anziana, gli Aztechi organizzavano una cerimonia in cui avevano luogo grandi feste che si concludevano con il rogo di prigionieri che, prima di morire, venivano estratti dalle fiamme e a cui veniva asportato il cuore. Motolinía e Sahagún raccontano che gli Aztechi credevano che, se non avessero placato Huehueteotl, una piaga di fuoco avrebbe colpito la città. Il sacrificio era considerato un'offerta alla divinità.